# Monteils, Tarn-et-Garonne
Monteils là một xã của tỉnh Tarn-et-Garonne, thuộc vùng Occitanie, miền nam nước Pháp. Its inhabitants are called Monteillais and Monteillaises.